# Crimeware
Crimeware (ein Kofferwort von engl. Criminal und Software) ist eine von Wirtschaftskriminellen weiterentwickelte Form der Malware, die kriminologisch zur Computerkriminalität zählt und rechtlich unter Internetbetrug anzusiedeln ist. 

## Ausbreitung von Crimeware
Speziell im Jahr 2006 hielt die Crimeware weltweiten Einzug. Dabei handelt es sich um Malware, die entweder Schadprogramme auf der Festplatte des infizierten Rechners installiert und schlimmstenfalls über eingearbeitete Operationen beispielsweise durch Verändern der Konfiguration den Computer außer Gefecht setzt bzw. das Booten der auf der Festplatte gespeicherten Betriebssysteme durch Löschung des Master Boot Records unmöglich macht; durch die so zumindest zeitweise funktionsunfähigen Computer wird ggf. ein wirtschaftlicher Schaden verursacht. Weiterhin können beispielsweise durch Keylogger (in diesem Fall auf Softwareebene) Bankdaten oder ähnlich vertrauliche Daten ausgespäht werden. Auch sogenannte Botnetze zum Versenden von beispielsweise Spam-Mails sowie Ransomware zur Erpressung betroffener Benutzer, gehören in diesen Bereich.
Die Betreiber mit Crimeware infizierter Seiten sitzen oft gut getarnt im nichteuropäischen Ausland, was die Strafverfolgung erschwert oder ganz vereitelt.